# Mainstreet

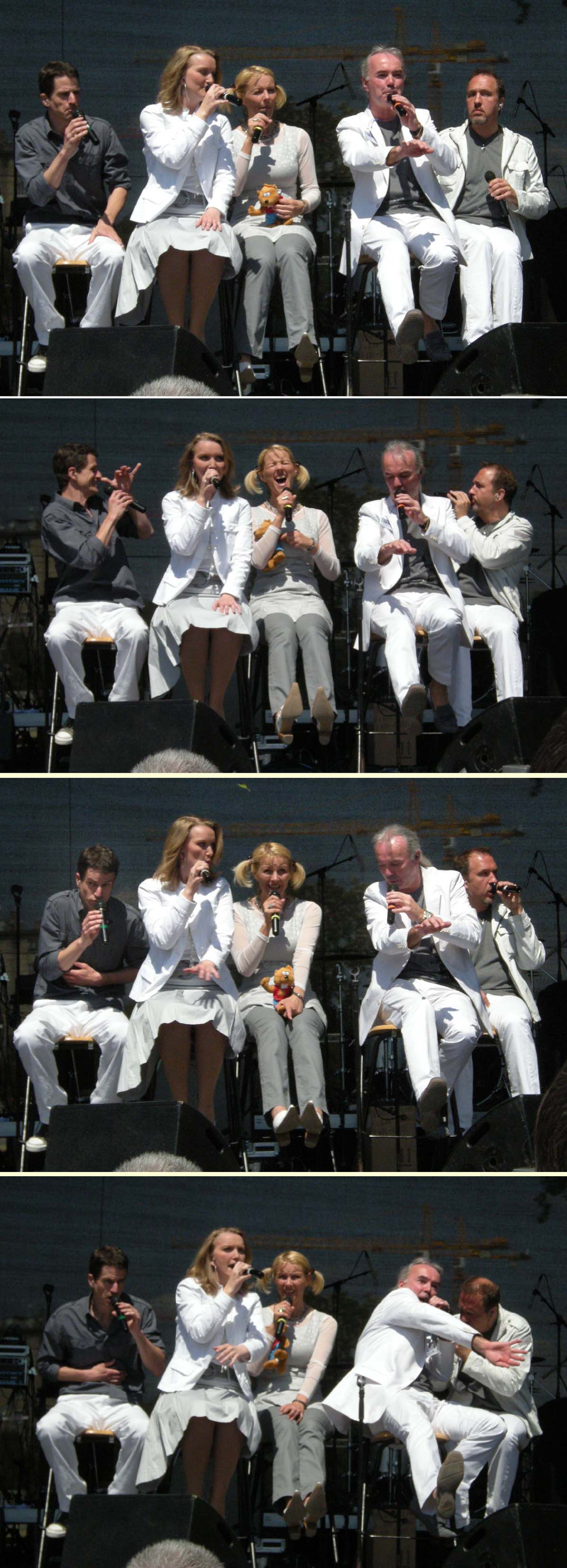
Mama Lulu (Parodie auf Mama Loo, Les Humphries Singers) – ein Familienausflug im Auto entgeht nur knapp einer Katastrophe.

Mainstreet war ein österreichisches A-cappella-Quintett, das deutschsprachige Persiflagen von Pop-Hits zum Besten gab, die großteils in Wiener Mundart vorgetragen wurden. Die Gruppe war international bekannt und wurde 2002 in Deutschland als Künstler des Jahres ausgezeichnet.

## Bis 1997
Gegründet wurde die Gruppe 1980 als Quartett von Willi Dussmann, als der ORF die Talentshow Die große Chance produzierte. Erst am Tag vor der Ausstrahlung fand sie ihren Namen Mainstreet („Hauptstraße“): Man hatte auf der Wiener Kärntner Straße Passanten interviewt und denen eine Handvoll Vorschläge gemacht. Mainstreet, die sich „Österreichische Antwort auf The Manhattan Transfer“ verstanden, kamen in der ersten Sendung, am Staatsfeiertag 1980. In der Folge gab es Rundfunkproduktionen bei den meisten deutschen und schweizerischen Anstalten, und daraufhin Konzerttourneen und Engagements, von Jazzfestivals über Kulturabende bis zu Firmengalas. Sie traten in rund 100 Fernsehshows auf.
Bis 1997 trat die Gruppe mit ihrer eigenen fünfköpfigen Begleitband auf. Gelegentlich wurden sie aber auch von Bigbands im In- und Ausland begleitet, unter anderem von der Richard-Oesterreicher-Big-Band. Mainstreet produzierte drei Langspielplatten und ein internationaler Fanclub informierte die Fans. Alle Musiker arbeiteten auch in allen anderen Sparten der Branche: Werbung, TV-Shows, Synchronsprecher, CD- und Liveproduktionen, Eurovision Songcontest, Talenteförderung, Musicals, Schlagertourneen usw.

## Die a-cappella Gruppe
Die Idee, ohne Begleitmusiker a-cappella zu singen entstand 1995 in einem Zugabteil auf der Anreise zu einem Konzert in Kitzbühel, als die vier die Zeit zum Proben nutzten – logischerweise ohne Begleitinstrument. Sie fanden so viel Geschmack an ihren Vokalarrangements, dass sie zum Verdruss ihrer vorausgereisten Begleitmusiker ankündigten, „bald“ eine a-cappella Gruppe zu werden.
Das Quartett wurde 1997 zum Quintett erweitert (Willi Dussmann, Kai Peterson, Stephan Gleixner, Patricia Simpson und Johanna Fabian). Das gesamte Repertoire wurde neu arrangiert, vor allem aber waren die Texte ab diesem Zeitpunkt ausnahmslos deutsch, teilweise im Wiener Dialekt und stets mit einem Schuss Kabarett versehen.
2000 spaltete sich die Gruppe in die Gruppe „Mainstreet“ und „Die Echten“. Willi Dussmann, der die Namensrechte besitzt, engagierte für „Mainstreet“ Bernd Kronowetter, Renè Kovats, Anita Horn und Marianne Schöftner. René Kovats verließ die Gruppe 2006; nachdem er bis 2011 die Albert Reiter-Musikschule in Waidhofen an der Thaya leitete ist er heute Musikschulleiter der städtischen Musikschule Groß-Enzersdorf. Bei Mainstreet folgte ihm Christoph Wigelbeyer nach. Marianne Schöftner stieg 2007 aus, um sich eigenen Projekten zu widmen. An ihre Stelle trat Antje Kohler.
Die CD mittendrin. erschien als letzte des Ensembles, das sich nach der mittendrin.-Tournee durch Österreich, Deutschland und der Schweiz Ende 2008 aufgelöst hat. Der letzte Auftritt von Mainstreet war am 21. Dezember vor ausverkauftem Haus im Wiener Metropol mit der Weihnachtsshow Weihnachten g'spian.
2011 startete Willi Dussmann mit seinem ersten Solo-Album Losgelöst seine Solokarriere. Zu seinem 70. Geburtstag erschien am 23. Mai 2022 das Album Nur sche langsam....

## Letzte Besetzung
Willi Dussmann
Er ist Gründer und das einzige verbliebene Mitglied des ursprünglichen Ensembles. Neben Mainstreet, für die er Texte und Arrangements beisteuert, ist er auf der Bühne und im Studio als Chorspezialist gefragt. Er arbeitete für Harry Belafonte, Peter Alexander, Udo Jürgens, Harald Juhnke, Caterina Valente, Peter Kraus, Marlène Charell, Drafi Deutscher, Nicole, Andy Borg, Claudia Jung u. a.; beim Eurovision Song Contest in Rom, 1991, sang er mit Thomas Forstner.
Anita Horn
Anita Horn stammt aus dem Waldviertel. Sie schloss ein Instrumental- und Gesangspädagogik-Studium in der Fachrichtung Jazzgesang und der klassischen Stimmbildung am Wiener Franz Schubert Konservatorium ab. Seit 1995 ist sie Solistin im Jazzbereich und auch Choristin diverser TV- und Tourneeproduktionen, beispielsweise mit Udo Jürgens, Peter Alexander, Peter Kraus, Hansi Hinterseer. Bekannt ist sie weiters als musikalische Leiterin der Gospelgruppe Wedding 4, als Mitglied des Vokalquartetts Vienna Voicings, mit dem Anita Horn Trio und für ihre Mitwirkung in etlichen CD-Produktionen, etwa von Wolfgang Ambros und Toni Pfeffer.
Antje Kohler
Antje Kohler wurde in Villingen-Schwenningen, Deutschland, geboren und lebt seit 2001 in Wien, wo sie bis 2006 Musical an der Universität für Musik und darstellende Kunst Wien studierte. Vor und neben dem Studium verschiedene Auftritte, u. a. als Mädchen Marie in der Welturaufführung von Caspar Hauser – Das Musical in Ansbach, im Ensemble in „Die Zirkusprinzessin“ beim Niederösterreichischen Operettensommer Langenlois und als Nellie in Jekyll & Hyde auf der Felsenbühne Staatz. 2005 war sie Finalistin beim Bundeswettbewerb Gesang, Berlin im Fach Musical/Chanson. Antje gab 2006 und 2009 Konzerte mit der A-cappella-Gruppe Velvet Voices und ist außerdem Sängerin der Jazzformation herztöne, bei der sie im österreichischen Dialekt singt.
Bernd Kronowetter
Der gebürtige Wiener ist Mainstreets Bass, und ansonsten ausgebildeter Opernsänger mit Begeisterung für Jazz und moderne Musik: Studium von Sologesang, Oper, am Konservatorium der Stadt Wien. Auftritte im Wiener Musikverein, in Konzerthäusern in Wien und Klagenfurt. Seefestspiele Mörbisch (Pariser Leben, Der Vogelhändler) und bei den Salzburger Festspielen. Zwei Tourneen nach Japan mit dem Stadttheater Baden – 1998: Eine Nacht in Venedig, 1999: Der Freischütz.
Christoph Wigelbeyer
Der Welser absolvierte im Rahmen der oberösterreichischen Nachwuchsförderung Singschule, Klavier und Violine in seiner Heimatstadt und am Linzer Bruckner-Konservatorium. Danach Lehramtsstudium für Musikerziehung und Instrumentalmusikerziehung mit Schwerpunkt Gesang und Chorleitung, sowie eine dreijährige Sologesangs-Ausbildung an der Universität für Musik und darstellende Kunst Wien, daneben Meisterkurse und Privatunterricht. Als Chorleiter arbeitete er u. a. für den Klangbogen. Seit 2000 unterrichtet er an der Wiener HIB, einem Gymnasium mit musischem Schwerpunkt, war langjähriges Mitglied im Wiener Kammerchor und im Wiener Singverein, singt seit 2002 im Vokalensemble Company of Music und seit 2006 bei Mainstreet.

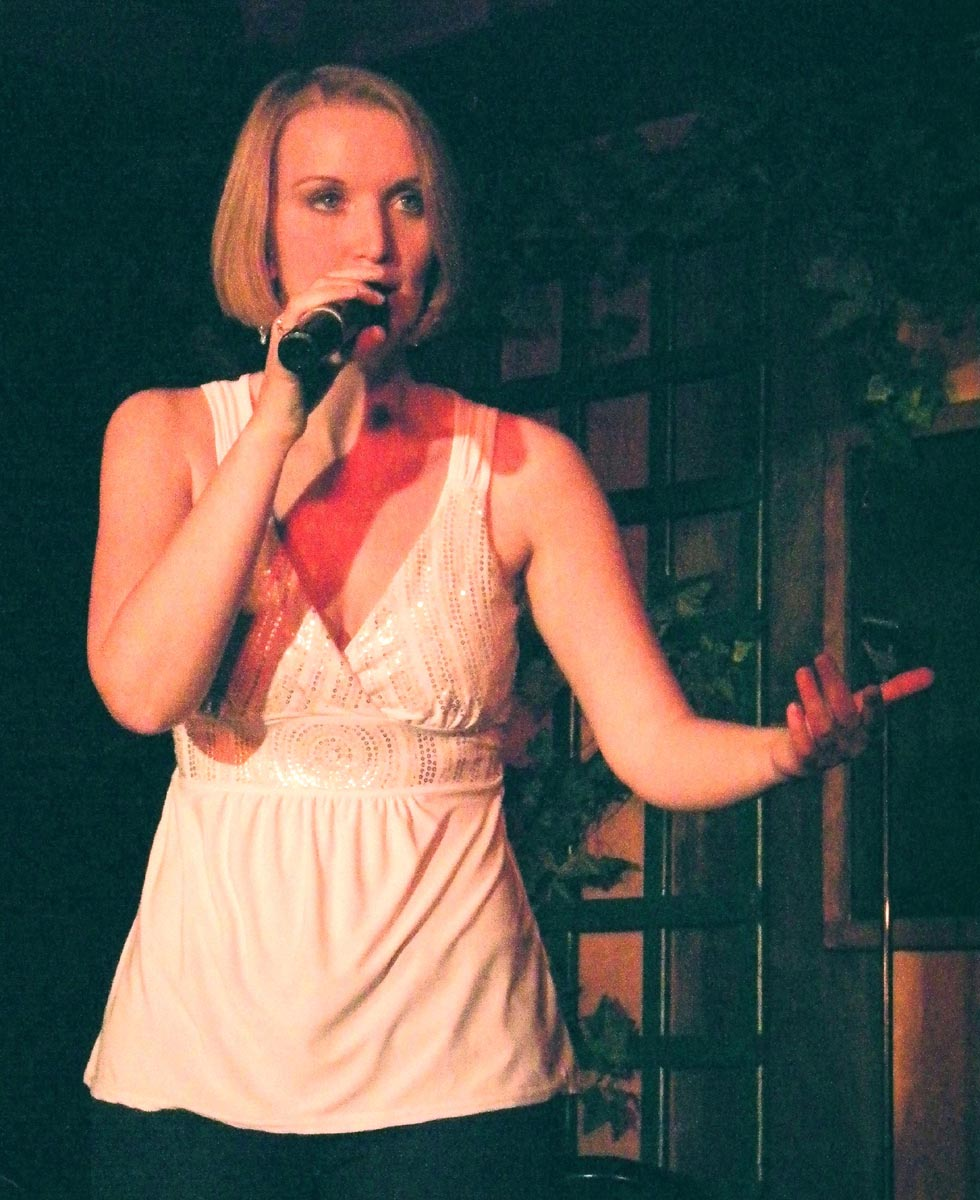
Antje Kohler
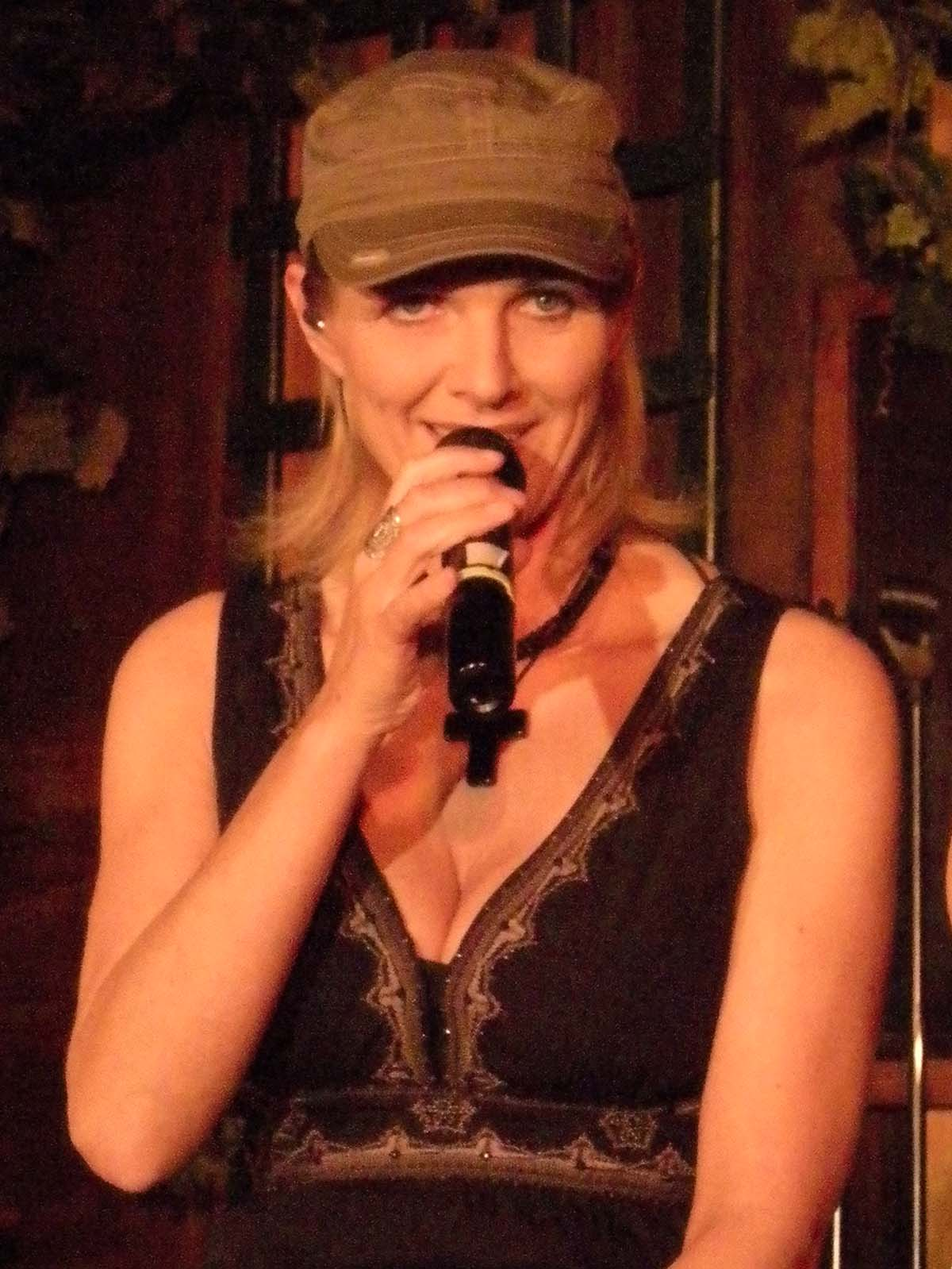
Anita Horn
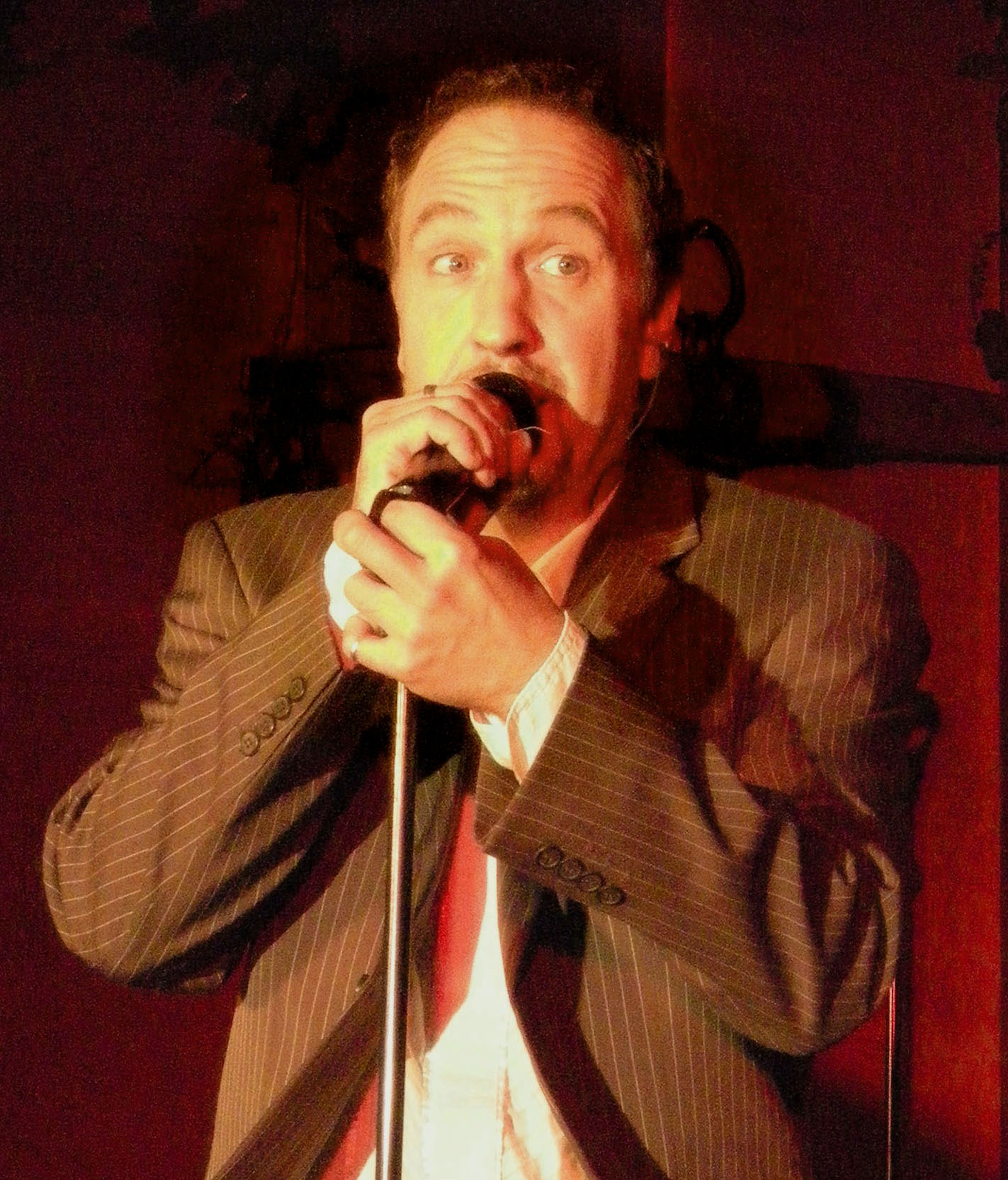
Bernd Kronowetter
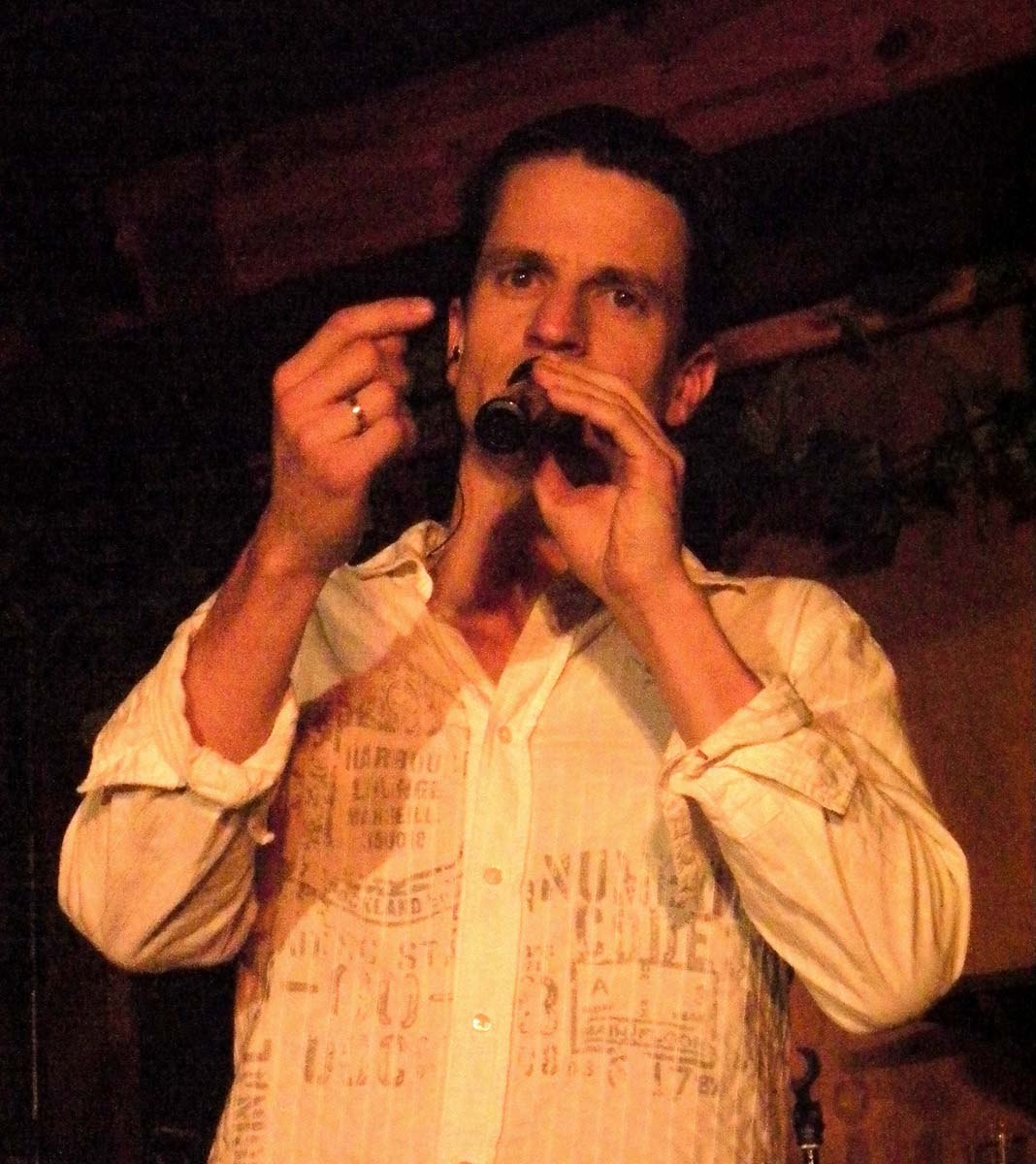
Christoph Wigelbeyer
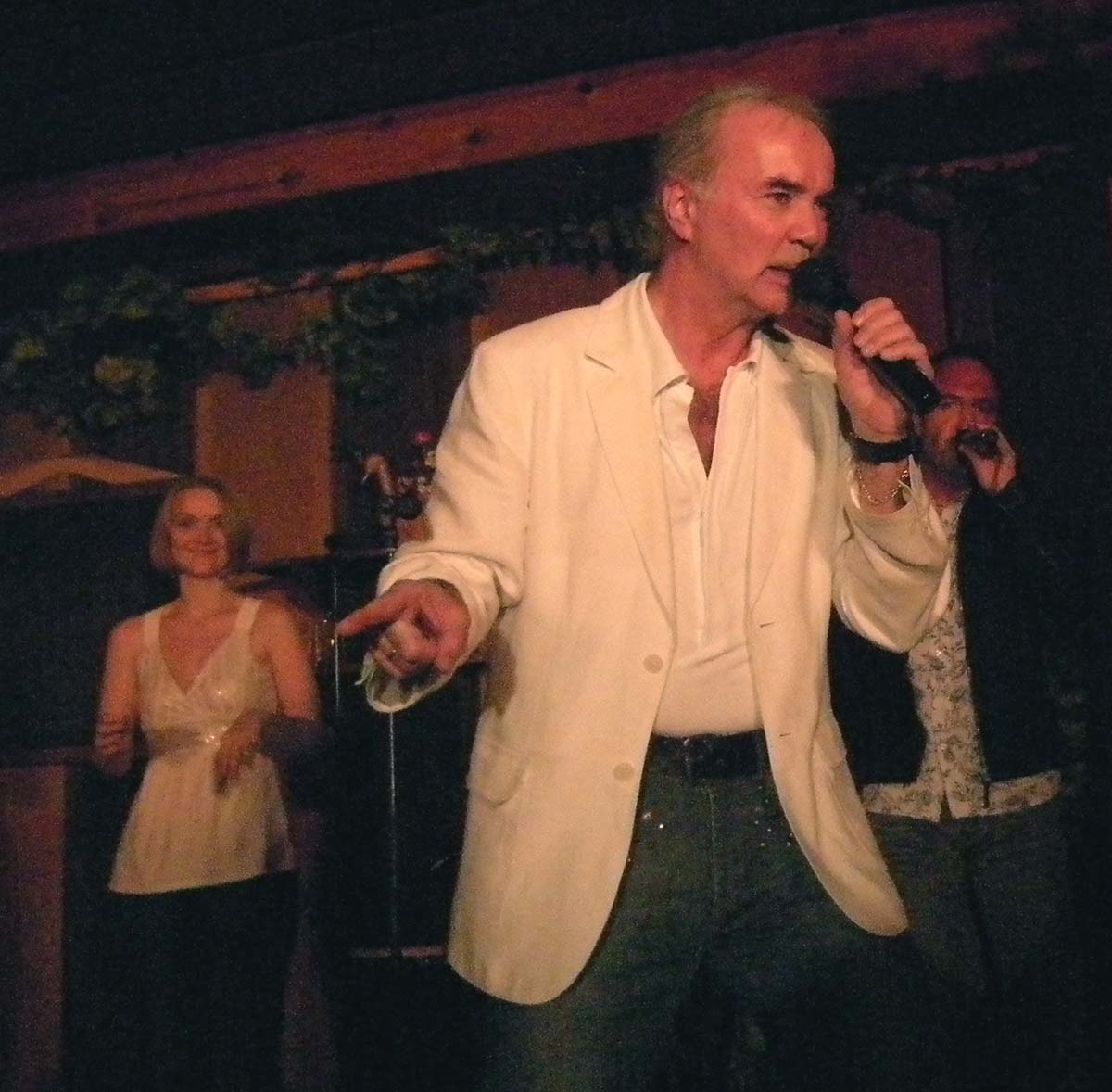
Willi Dussmann

## Diskografie
- mittendrin. (14 Songs, 2008)
- Mainstreet 25 – Die Jubiläums Edition (Doppel-CD, 2005; auf CD_2 Nummern aus drei vergriffenen LPs, 1980–1988)
- Weihnachten g'spian (2003)
- mundART (2002)
- Wödhits. Ohne Kapö'n. (1998)